# La Nymphe Callisto, séduite par Jupiter sous les traits de Diane
La Nymphe Callisto, séduite par Jupiter sous les traits de Diane est un tableau, mesurant 57,79 × 69,85 cm, peint par François Boucher en 1759. Il est conservé au Musée d'art Nelson-Atkins à Kansas City dans le Missouri aux États-Unis.

## Thème mythologique
Jupiter qui est amoureux de Callisto, prend l'aspect de Diane pour la séduire.